# H. Maynard Smith
Pour les articles homonymes, voir Herbert Smith et Smith.
H. Maynard Smith, né à Londres en 1869 et décédé en 1949, est un ecclésiastique anglican et un auteur britannique de roman policier.

## Biographie
Il fait des études supérieures à l'université d'Oxford et poursuit sa formation en théologie au Cuddesdon College (en), un séminaire anglican de l'Oxfordshire. Il est ensuite ordonné révérend de l'Église anglicane.
Entre 1929 et 1941, il publie les sept romans des enquêtes de l'inspecteur Austin Frost, un cycle de whodunits très standards.
Il a également fait paraître des essais théologiques et des ouvrages historiques, notamment sur la période de la Réforme anglaise au moment de l'érection de l'Église d'Angleterre.

## Œuvre

### Romans

#### SérieInspecteur Austin Frost
- Inspector Frost’s Jigsaw (1929) Publié en français sous le titre Le Puzzle de l'inspecteur Frost, Paris, Librairie des Champs-Élysées, Le Masque no 93, 1931
- Inspector Frost and Lady Brassingham (1930)
- Inspector Frost in the City (1930) Publié en français sous le titre Le Détective dans la cité, Paris, Librairie des Champs-Élysées, Le Masque no 110, 1932
- Inspector Frost and the Waverdale Fire (1931) Publié en français sous le titre L'Incendie de Waverdale, Paris, Librairie des Champs-Élysées, Le Masque no 123, 1932
- Inspector Frost in Crevenna Cove (1933)
- Inspector Frost and the Whitbourne Murder (1939)
- Inspector Frost in the Background (1941)

### Autres publications
- In Playtime (1907)
- The Epistle of S. James (1914)
- Prayer (1918)
- The Training of the Clergy: an Essay in Criticism on the Report of the Archbishops' Committee Dealing with the Teaching Office in the Church (1919)
- The Early Life and Education of John Evelyn, 1620-1741 (1920), ouvrage édité et commenté par le révérend H. Maynard Smith
- The Church of England (1924)
- Atonement (1925)
- Frank, Bishop of Zanzibar: Life of Frank Weston, D.D., 1871-1924 (1926)
- Pre-Reformation in England (1938)
- Henry VIII and the Reformation (1948)

## Sources
- Jacques Baudou et Jean-Jacques Schleret, Le Vrai Visage du Masque, vol. 1, Paris, Futuropolis, 1984, 476 p. (OCLC 311506692), p. 407.